# Новокадамово
Новокадамово — селище в Октябрському районі Ростовської області Росія. Адміністративний центр Артемовського сільського поселення. Населення — 1478 осіб (2010 рік).

## Географія
Селище Новокадамово розташовано на лівому березі Грушівки у північно-східної межі міста Шахти.

### Вулиці
| - вул. 60 років СРСР, - вул. Гагаріна, - вул. Західна, - вул. Клубна, - вул. Мирна, - вул. Нова, - вул. Октябрська, - вул. Першотравнева, - вул. Райніса, | - вул. Садова, - вул. Північна, - вул. Сінна, - вул. Степова, - вул. Центральна, - вул. Шосейна, - пров. Молодіжний, - пров. Транспортний. |

## Історія
У січні 1931 року на базі відділення радгоспу «Гірник» було створено радгосп «Артемовець»..